# 二詞一意
二詞一意（にしいちい、または重言法、ラテン語：Hendiadys）とは、強調のための修辞技法のことで、「従位（Subordination）のために接続詞を代用する」、具体的には、接続詞「and」によって結合された2つの語（名詞相当語）で1つの複雑な概念を表す。語源はギリシャ語の「ἓν διὰ δυοῖν, hen dia duoin」（ 「2つによって1つ」）。

## 概略
Told by an idiot, full of sound and fury,
-- ウィリアム・シェイクスピア『マクベス』第5幕第5場
「sound and fury（響きと怒り）」は、本来は「furious sound（怒りの響き）」と表現すべきところだが、二詞一意は、形容詞の中に表された元々の従位的概念を名詞に変換するのが一般的で、それにより、さらに印象的なイメージを与えることができる。
『主の祈り』の中にある「The kingdom and the power and the glory（国と力と栄え/栄光）」は、この原則を拡大させたもので、「glorious, powerful kingdom（栄えある力強き国）」を接続詞で繋がれた3つの名詞に変換させている。
二詞一意が効果を得られない時は、それは単にくどく聞こえるかも知れない。たとえば、「cum amicitia atque pace（友情と平和とともに）」は、英語では「with friendship and peace」となるはずが、「with peaceful friendship」と翻訳されることがしばしばである。ちなみに、「Hendiadys」という言葉を、英語では「two for one」「figure of twinnes」などと呼ぶ。
二詞一意はラテン語詩の中でも使われることが多く、ウェルギリウスの『アエネイス』の中にも多くの例がある。